# Cynanchum elachistemmoides
Cynanchum elachistemmoides är en oleanderväxtart som först beskrevs av Liede och Meve, och fick sitt nu gällande namn av Liede och Meve. Cynanchum elachistemmoides ingår i släktet Cynanchum och familjen oleanderväxter. Inga underarter finns listade i Catalogue of Life.